# Centaurea benedicta
Chardon béni, Cnicaut béni, Cnicus béni
Espèce
Centaurea benedicta, le Chardon béni, Cnicaut béni ou Cnicus béni, est une espèce de plantes à fleurs de la famille des Astéracées, assez commune en terrain sec dans la région méditerranéenne.
Elle ne doit pas être confondue avec le panicaut fétide (Eryngium foetidum), également appelé chardon béni en Martinique (chadwon béni en créole martiniquais), ou herbe à fer (zèbafè) en Guadeloupe.

## Description

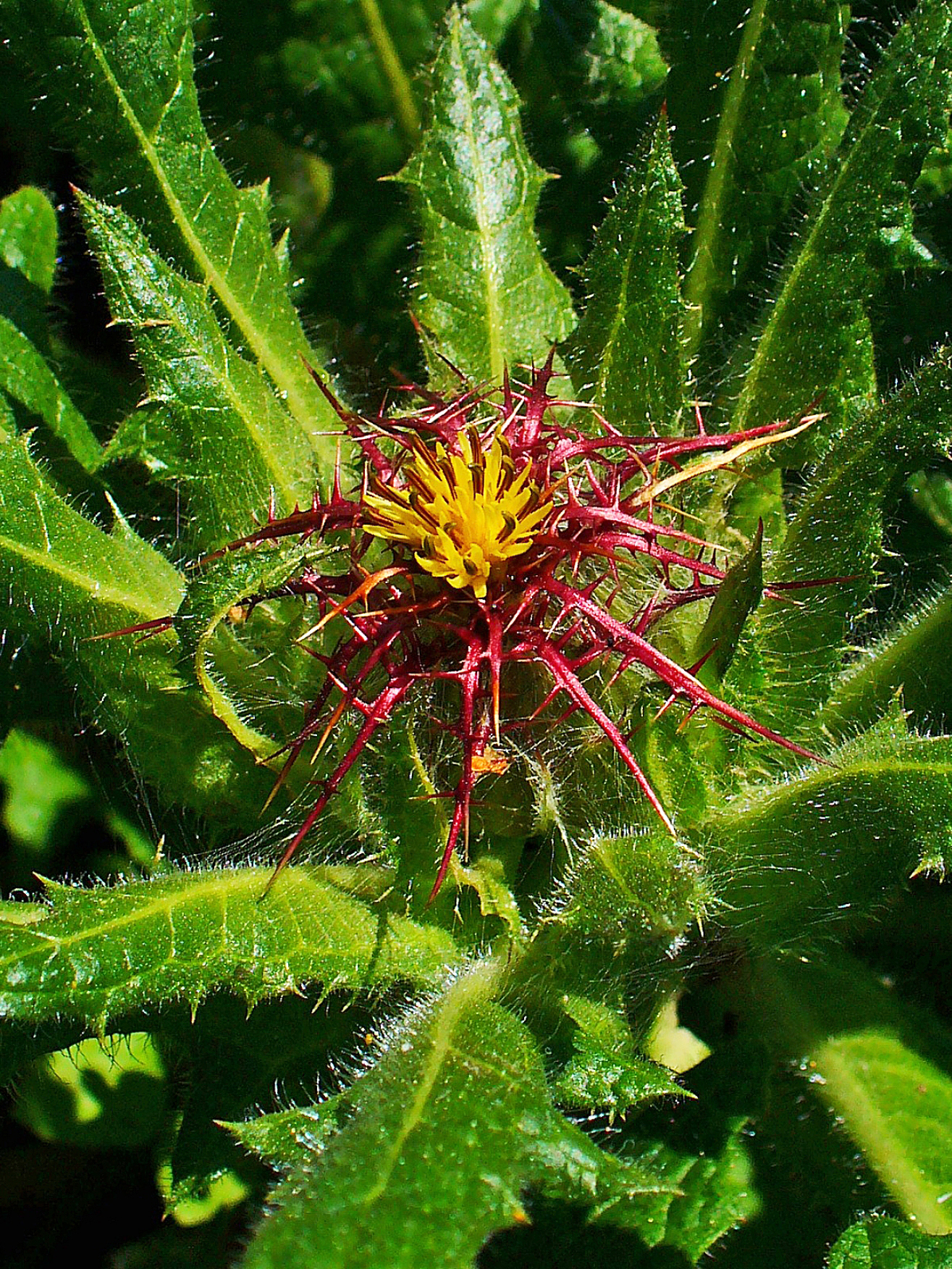
Chardon béni.

C'est une plante annuelle à feuilles épineuses, pouvant atteindre de 10 à 60 cm de haut, quoique dans certains pays - comme la Roumanie où elle est cultivée à des fins médicales, sa taille peut atteindre 1 m. La tige florifère est dressée, ramifiée, les rameaux étant bien écartés les uns des autres et couverts de poils laineux. La racine principale est grêle.
Les feuilles, vert pâle et assez coriaces, sont profondément divisées. Elles sont bordées de dents épineuses. Elles sont surtout remarquables par le réseau de nervures blanches, saillantes sur la face inférieure.
Les capitules de fleurs jaunes sont entourées d'un involucre développé, dont les bractées extérieures, vertes, plus grandes que les autres, ressemblent aux feuilles. Les bractées intérieures portent une longue pointe piquante. Seules les fleurs centrales sont hermaphrodites, celles du pourtour extérieur portent seulement des étamines.
Les fruits, des akènes à peu près cylindriques mesurent environ 1 cm, avec un eléosome proéminent. Ils sont glabres et ornés de dix sillons longitudinaux, avec un pappus de deux files de poils raides, l'intérieur court et l'extérieur plus long.

## Distribution
Cette espèce est originaire principalement des bords de la Méditerranée : Tunisie, Égypte, Israël, Turquie, Afghanistan, Balkans, Italie, Portugal, Espagne.
En France, on la trouve surtout en Provence et dans le Languedoc-Roussillon.
Elle s'est naturalisée dans de nombreux pays, y compris en Amérique. Aux États-Unis, elle est considérée comme plante envahissante.

## Synonymes
- Benedicta officinalis Bernh., 1800[1],[4]
- Calcitrapa benedicta (L.) Dum.Cours., 1811[1]
- Calcitrapa benedicta (L.) Sweet, 1827[1],[4]
- Calcitrapa lanuginosa Lam., 1779[1],[4]
- Carbeni benedicta (L.) Arcang., 1882[1],[4]
- Carbenia benedicta Adans.[4]
- Cardosanctus officinalis Bubani, 1899[1],[4]
- Carduus benedictus Garsault[4]
- Carduus benedictus Steud.[4]
- Carduus horridus Adams[4]
- Centaurea centriflora Friv. ex Gugler[4]
- Centaurea pseudobenedicta[4]
- Cirsium horridum (Adams) Petr.[4]
- Cirsium munitum M.Bieb.[4]
- Cnicus benedictus L., 1753 (basionyme)[1],[4]
- Cnicus benedictus var. microcephalus Boiss.[4]
- Cnicus bulgaricus Panov[4]
- Cnicus kotschyi Sch.Bip., 1857[1]
- Cnicus microcephalus Boiss.[4]
- Cnicus pseudobenedictus Asch.[4]
- Epitrachys microcephala K.Koch[4]
- Hierapicra benedicta (L.) Kuntze, 1891[1],[4]

## Utilisations

### Culture ornementale
C'est une plante cultivée comme plante ornementale (plante de rocaille).

### Plante médicinale
Le chardon béni était connu sous les noms de acorna ou cnécos dans l'Antiquité gréco-romaine (Théophraste, H.P. VI, 4,5, 6; Pline, Histoire naturelle, 21, 94-95).
Au XVIe siècle, Mattiolli en vante les « merveilleuses & excellentes vertus » dans Commentaires de M. P. André Matthiolus... sur les six livres de Pedacius Dioscoride Anazarbeen de la matière médicinale (1572). Les médecins conseillaient volontiers de mettre dans la pâte du pain des graines de chardon béni ou bien de prendre des décoctions de la plante.
Les apothicaires commencèrent au XVIe siècle à distiller les plantes médicinales afin d'en extraire la partie pure dotée d'une efficacité thérapeutique (selon les principes énoncés par Hieronymus Brunschwig (Liber de Arte Distillandi), 1500). Au XVIIe siècle, l'apothicaire chimiste Nicolas Lémery en extrait une eau sudorifique ; « on s'en sert pour faire sortir le petite vérole, pour la peste, pour les fièvres malignes », dira-t-il.
Après l'avènement de la médecine chimique, le chardon béni continua longtemps à être utilisé comme plante médicinale dans la médecine populaire, pour ses propriétés digestive et stomachique. La racine aurait des propriétés fébrifuges.
La pharmacognosie moderne a détecté dans la plante des lactones sesquiterpéniques, comme la cnicine. Cette lactone possède des propriétés antibactériennes, surtout à l'encontre des bactéries Gram positif. Le chardon béni fut autrefois employé par voie externe, pour le traitement des plaies et des ulcères.
Elle est cultivée en Roumanie, Estonie et une partie de l'Ukraine, pour ses propriétés médicinales.

### Plante potagère
Elle est utilisée comme légume en Turquie mais également sur les îles de Trinidad et Tobago sous le nom (par déformation du Français) de Chardon béni comme condiment et probablement dans d'autres régions.
C'est aussi une mauvaise herbe des grandes cultures.

## Menaces et conservation
L'espèce est classée « en danger critique d'extinction » (CR) dans la région Rhône-Alpes.